# Новое (Кировоградская область)
Новое (укр. Нове) — посёлок в Кропивницкой городской общине Кропивницкого района Кировоградской области Украины

## История
Образован в 1977 году.
В 1980 году численность населения составляла 3,1 тыс. человек, здесь действовали чугунолитейный завод, асфальтобетонный завод, комбинат крупнопанельного домостроения, общеобразовательная школа, больница, фельдшерский акушерский пункт и библиотека.
В посёлке расположена Кировоградская областная психиатрическая больница.

## Население
В январе 1979 года численность населения составляла 3008 человек.
В январе 1989 года численность населения составляла 8176 человек.
По переписи 2001 года численность населения составляла 8440 человек.

### Языковой состав
Во время переписи 2001 года 88,91 % населения посёлка указали украинский язык родным, 10,85 % — русский, 0,24 % — другие языки.

## Транспорт
Железнодорожная станция Лелековка на линии Знаменка—Помошная Одесской железной дороги.